# ニューメディア総研
株式会社ニューメディア総研（ニューメディアそうけん、英: New Media Research Institute Co., Ltd.）は、鉄道や通信の分野でシステム開発などを行っていた、情報通信サービス会社でシステムインテグレーター（独立系）。本社は東京都渋谷区だった。2012年7月に元々親会社にあたる日本トラフィックコンピューターセンターと統合合併し、株式会社アドバンストラフィックシステムズとなった。

## 概要
公共分野のITソリューション事業を行っている。
社歌もあり、同社Webサイトで公開されている。
なお、Webサイトなどでは「JRグループ」と称しているが、主要取引先としてJR旅客7社・JR貨物・JRシステムがあるものの、これらの会社と直接の資本関係はない（株主の日本トラフィックコンピューターセンターは、JRシステムが株主であるため孫の関係ではある）。健康保険についても、JRグループ系の「ジェイアールグループ健康保険組合（JR健保）」ではなく、「東京都情報サービス産業健康保険組合」に加入している。また、旧日本国有鉄道が分割民営化した会社（12承継法人）でも、その流れをくむ会社でもないが役員にはJRシステムの退任役員も就任している他、国鉄・JRシステム退職社員の受け皿ともなっている。JRとの関係は、協力会社・パートナー会社としての立場に近い。

### 企業理念
人間愛 IT 変革

## 事業概要
「鉄道システム」、「ビジネスシステム」、「ITソリューション」、「IT技術者サービス」、「CATV事業」の事業領域を取り扱っており、旅客販売総合システム（マルス）、輸送計画システム、気象オンラインシステムなど、公共性の高いシステムを扱っている。
ただし、鉄道システムソリューションで取り扱ってる事業領域については、マルス及び駅収入管理システムははJRシステム、輸送計画システムはJR東日本（またはその子会社のJEIS）などの上流企業の下流工程を請け負っているに過ぎない。

## 歴史
- 1978年（昭和53年）10月12日 - (株)エヌ・テー・シー電算サービスとして設立。本社は東京都港区新橋2丁目。資本金1,000万円。
- 1978年（昭和54年）4月1日 - 営業開始。
- 2008年（平成20年）10月 - 本社を現在の場所（東京都代々木）に移転。
- 2012年（平成24年）7月 - 株式会社日本トラフィックコンピューターセンターと合併し、株式会社アドバンストラフィックシステムズとして発足。

## 本社・事業所等
本社（経営管理部・営業本部）
- 東京都渋谷区代々木 3-25-36 あいおいニッセイ同和損保新宿ビル15F (最寄駅：JR新宿駅)

国立事業所
- 東京都国立市東 1-4-12 KS国立ビル 5 - 7階 (最寄駅：JR国立駅)

国立システムセンター事業所
- 東京都国分寺市光町1-47-4 鉄道情報システム 中央システムセンター2号館 4階 (最寄駅：JR国立駅)

名古屋事業所
- 愛知県名古屋市中村区椿町 17-16 丸元ビル3階 (最寄駅：JR名古屋駅)

大阪事業所
- 大阪府大阪市中央区北浜 1-9-15 北浜イズミビル 3階 (最寄駅：北浜駅)

福岡事業所
- 福岡県福岡市博多区博多駅東 3-13-28 ヴィトリアビル6階 (最寄駅：JR博多駅)

## 主要取引先
- JRグループ各社（JRシステム、JR旅客7社、JR貨物、JR総研）
- ソフトバンクモバイル
- 日立製作所
- 富士通
- 日本電気
- 日本気象協会